# Tufts-universiteit
De Tufts-universiteit (Tufts University) is een Amerikaanse particuliere universiteit, gevestigd in Medford en Somerville, voorsteden van Boston. De universiteit is vooral bekend om internationale oriëntatie en de vele uitwisselingsprogramma's. De universiteit herbergt de oudste opleiding voor internationale betrekkingen, de "Fletcher School of Law and Diplomacy".

## Bekende alumni
- Eugene Fama (1939), Amerikaans econoom
- Colette Flesch (1937), Luxemburgs politica en schermster
- Maxine Kumin (1925-2014), dichter en winnaar van de Pulitzerprijs
- Roderick MacKinnon (1956), winnaar van de Nobelprijs voor Scheikunde
- Daniel Patrick Moynihan (1927-2003), Amerikaans Senator voor de staat New York
- Pierre Omidyar (1967), oprichter van eBay
- Bill Richardson (1947-2023), gouverneur van New Mexico en presidentskandidaat